# Johann Niemann
Johann Niemann (ur. 4 marca 1913 w Völlen, zm. 14 października 1943 w Sobiborze) – oficer SS w randze Untersturmführera, uczestnik akcji T4, członek personelu obozu zagłady w Bełżcu, zastępca komendanta obozu zagłady w Sobiborze, został zabity podczas powstania więźniów Sobiboru.

## Życiorys
Urodził się w Völlen we Fryzji Wschodniej. Wstąpił do SS, otrzymując numer członkowski 270 600. W latach 1934–1941 pełnił służbę w kilku obozach koncentracyjnych, m.in. w Esterwegen i Sachsenhausen. Był także członkiem personelu akcji T4, czyli tajnego programu eksterminacji osób psychicznie chorych i niepełnosprawnych umysłowo. Pracował jako „palacz” w krematorium w „ośrodku eutanazji” w Bernburgu.
Podobnie jak wielu innych uczestników akcji T4 otrzymał przydział do personelu akcji „Reinhardt”. Znalazł się w pierwszej grupie esesmanów, którą w listopadzie 1941 roku skierowano do powstającego obozu zagłady w Bełżcu. Po uruchomieniu Bełżca służył w tzw. obozie II, czyli w strefie eksterminacji, w której obrębie znajdowały się komory gazowe i masowe groby. Nie wiadomo, na czym dokładnie polegały tam jego obowiązki. Wiadomo natomiast, że pozostawał w zażyłych stosunkach z pierwszym komendantem Bełżca i późniejszym inspektorem obozów zagłady akcji „Reinhardt”, Christianem Wirthem.
W kwietniu 1942 roku, a według innych źródeł w styczniu 1943 roku, został przeniesiony do obozu zagłady w Sobiborze. Objął tam stanowisko zastępcy komendanta. Wiosną 1943 roku otrzymał awans do stopnia Untersturmführera. 14 października 1943 roku, gdy wybuchło powstanie więźniów Sobiboru, pełnił obowiązki komendanta obozu, gdyż komendant Franz Reichleitner przebywał w tym czasie na urlopie. Z tego powodu konspiratorzy uznali likwidację Niemanna za jeden ze swoich głównych priorytetów. Zaproszono go do warsztatu krawieckiego na godzinę 16:00, rzekomo w celu dokonania przymiarki. Pojawił się na miejscu około dwadzieścia minut wcześniej i w czasie przymierzania garnituru został zabity ciosem siekiery przez sowieckiego Żyda – jeńca wojennego, Aleksandra Szubajewa.

## Album Niemanna
Niemann pozostawił po sobie bogatą kolekcję fotograficzną, zawierającą 361 zdjęć, które wykonał służąc w szeregach SS, w tym podczas udziału w akcji T4 oraz służby w obozach zagłady w Bełżcu i Sobiborze. W 2015 roku jego wnuk przekazał kolekcję niemieckiemu stowarzyszeniu „Bildungswerk Stanislaw Hantz”. W styczniu 2020 roku album Niemanna, uzupełniony o zdjęcia odnalezione także po 2015 roku, trafił do zbiorów waszyngtońskiego United States Holocaust Memorial Museum.

## Film
Niemann jest jednym z antagonistów w brytyjskim filmie telewizyjnym Ucieczka z Sobiboru z 1987 roku. W jego postać wcielił się Henry Stolow.
Niemann jest także jednym z antagonistów w rosyjskim filmie Sobibór (ros. Собибор) z 2018 roku. W jego postać wcielił się Maximilian Dirr.